# Megaselia dinacantha
Megaselia dinacantha är en tvåvingeart som beskrevs av Borgmeier 1967. Megaselia dinacantha ingår i släktet Megaselia och familjen puckelflugor.
Artens utbredningsområde är Filippinerna. Inga underarter finns listade i Catalogue of Life.